# Авалян, Гарник Арменакович
Га́рник Армена́кович Аваля́н (арм. Գառնիկ Արմենակի Ավալյան; род. 6 сентября 1962, Иджеван) — советский и армянский футболист, нападающий, футбольный тренер.

## Биография
Рязанское «Торпедо», за которое выступал Авалян, два года подряд играло с «Крыльями Советов» во второй лиге. Тренер Виктор Антихович уговаривал Аваляна перейти в «Крылья» и продолжал это делать, даже когда его команда попала в высший дивизион, до тех пор, пока Гарник Авалян не согласился. Так в 30 лет он впервые стал играть в высшей лиге, свой первый матч за «Крылья Советов» провёл 8 марта 1993 года.
10 октября 1993 Авалян забил в ворота камышинского «Текстильщика» 2000-й гол «Крыльев» во всех чемпионатах страны начиная с 1945 года.
В 1994 году на предсезонном сборе на Кипре забил гол в ворота «Кастория-2» (6:0), а в 1995 году в ходе международного турне «Крыльев Советов» забил голы в ворота: «Негри» (Малайзия) (2), сборной малайзийской полиции (1) и сборной Египта (2).
26 октября 1995 года Авалян забил в Сочи 800-й гол «Крыльев» в высшей лиге.
С июля 2002 года по январь 2010 года (с перерывом) являлся главным тренером клуба «Рязань».
За сборную Армении провёл 7 матчей, забил 2 гола.
В июне 2019 года ФК «Рязань», в котором Авалян работал главным тренером, не стал продлевать с ним контракт.

## Достижения
- Мастер спорта России[7]
- В 2015 году признавался лучшим тренером второго дивизиона России зоны «Центр»[8]

## Статистика

### Клубная
| Выступление      | Выступление       | Выступление      | Лига | Лига | Кубки | Кубки | Международные | Международные | Итого | Итого |
| Клуб             | Лига              | Сезон            | Игры | Голы | Игры  | Голы  | Игры          | Голы          | Игры  | Голы  |
| ---------------- | ----------------- | ---------------- | ---- | ---- | ----- | ----- | ------------- | ------------- | ----- | ----- |
| Торпедо (Рязань) | Вторая лига       | 1988             | 14   | 5    | —     | —     | —             | —             | 14    | 5     |
| Торпедо (Рязань) | Вторая лига       | 1989             | 40   | 10   | 1     | 1     | —             | —             | 41    | 11    |
| Торпедо (Рязань) | Вторая лига       | 1990             | 39   | 6    | —     | —     | —             | —             | 39    | 6     |
| Торпедо (Рязань) | Вторая лига       | 1991             | 39   | 14   | —     | —     | —             | —             | 39    | 14    |
| Торпедо (Рязань) | Первая лига       | 1992             | 31   | 14   | 1     | 0     | —             | —             | 32    | 14    |
| Торпедо (Рязань) | Итого             | Итого            | 163  | 49   | 2     | 1     | —             | —             | 165   | 50    |
| Крылья Советов   | Высшая лига       | 1993             | 33   | 3    | 1     | 0     | —             | —             | 34    | 3     |
| Крылья Советов   | Переходный турнир | 1993             | 5    | 0    | —     | —     | —             | —             | 5     | 0     |
| Крылья Советов   | Высший дивизион   | 1994             | 29   | 6    | 1     | 0     | 1             | 1             | 31    | 7     |
| Крылья Советов   | Высший дивизион   | 1995             | 30   | 10   | 1     | 0     | 3             | 5             | 34    | 15    |
| Крылья Советов   | Высший дивизион   | 1996             | 33   | 3    | 1     | 0     | —             | —             | 34    | 3     |
| Крылья Советов   | Высший дивизион   | 1997             | 34   | 3    | 4     | 1     | —             | —             | 38    | 4     |
| Крылья Советов   | Высший дивизион   | 1998             | 28   | 3    | 1     | 0     | —             | —             | 29    | 3     |
| Крылья Советов   | Итого             | Итого            | 192  | 28   | 9     | 1     | 4             | 6             | 205   | 35    |
| Шинник           | Высший дивизион   | 1999             | 10   | 0    | 1     | 0     | —             | —             | 11    | 0     |
| Шинник           | Итого             | Итого            | 10   | 0    | 1     | 0     | —             | —             | 11    | 0     |
| Уралан           | Высший дивизион   | 1999             | 14   | 4    | 2     | 0     | —             | —             | 16    | 4     |
| Уралан           | Высший дивизион   | 2000             | 17   | 2    | 1     | 1     | —             | —             | 18    | 3     |
| Уралан           | Итого             | Итого            | 31   | 6    | 3     | 1     | —             | —             | 34    | 7     |
| Волгарь-Газпром  | Первый дивизион   | 2000             | 17   | 0    | 0     | 0     | —             | —             | 17    | 0     |
| Волгарь-Газпром  | Итого             | Итого            | 17   | 0    | 0     | 0     | —             | —             | 17    | 0     |
| Всего за карьеру | Всего за карьеру  | Всего за карьеру | 413  | 83   | 15    | 3     | 4             | 6             | 432   | 92    |

### В сборной
| № | Дата             | Соперник   | Матч      | Счёт | Минуты | Мячи       | Примечания | Источники |
| - | ---------------- | ---------- | --------- | ---- | ------ | ---------- | ---------- | --------- |
| 1 | 7 мая 1997       | Украина    | ОМЧМ 1988 | 1:1  | 30'    | —          | 60'        |           |
| 2 | 20 августа 1997  | Португалия | ОМЧМ 1988 | 1:3  | 78'    | —          | 78'        |           |
| 3 | 6 сентября 1997  | Албания    | ОМЧМ 1988 | 3:0  | 90'    | 88′ (пен.) | —          |           |
| 4 | 10 сентября 1997 | Германия   | ОМЧМ 1988 | 0:4  | 45'    | —          | 46'        |           |
| 5 | 11 октября 1997  | Украина    | ОМЧМ 1988 | 0:2  | 90'    | —          | —          |           |
| 6 | 5 сентября 1998  | Андорра    | ОМЧЕ 2000 | 3:1  | 69'    | 40′        | 69'        | [ 9 ]     |
| 7 | 14 октября 1998  | Украина    | ОМЧЕ 2000 | 0:2  | 25'    | —          | 65'        |           |